# Cantón de Goyave
El cantón de Goyave era una división administrativa francesa, que estaba situada en el departamento de Guadalupe y la región de Guadalupe.

## Composición
El cantón estaba formado por la comuna que le daba su nombre, más una fracción de otra comuna:
- Goyave
- Petit-Bourg (fracción)

## Supresión del cantón de Goyave
En aplicación del Decreto nº 2014-235 de 24 de febrero de 2014, el cantón de Goyave fue suprimido el 22 de marzo de 2015 y sus 2 comunas pasaron a formar parte; la comuna del nuevo cantón de Petit-Bourg y la fracción de la comuna se unió con la otra fracción para que, por medio de una reestructuración cantonal, se formaran dos nuevas fracciones, pasando una a formar parte del nuevo cantón de Les Abymes-3 y la otra pasara a formar parte del nuevo cantón de Petit-Bourg.